# Siachenconflict
Het Siachenconflict, soms de Siachenoorlog genoemd, is een militair conflict tussen India en Pakistan. De oorlog ging om de betwiste regio van de Siachengletsjer in Kasjmir. De oorlog begon in 1984 met de Indiase Operatie Meghdoot.
Het Siachenconflict werd op extreme hoogte uitgevochten, tussen de 2500 en 5000 meter boven zeeniveau. Dit is de grootste hoogte in de geschiedenis van de oorlogvoering. Beide landen hielden posities tot bijna 7000 m boven zeeniveau. 

## Voorgeschiedenis
Na de onafhankelijkheid en de opdeling van Brits-Indië en India en Pakistan werd er tussen 1947 en 1949 oorlog gevoerd om Jammu en Kasjmir. De bestandslijn (Line of Control) na deze oorlog en ook na de Indiaas-Pakistaanse Oorlog van 1971 was niet afgelijnd in het hooggebergte van de Karakoram. Van de bergpas Chulung La (5547 m) tot de grens met China was er geen grens- of bestandslijn afgetekend. Eind jaren 1970 organiseerde India een aantal klimexpedities om het betwiste gebied te kunnen claimen. Pakistan van zijn kant claimde het gebied ten westen van Hodgons grenslijn, een onofficiële rechte grens tussen de Chulung La en de Karakorampas (5575 m) op de grens met China.

## Strijd
Op 13 april 1984 startte India met Operatie Meghdoot. Met helikopters werden militairen in het betwiste gebied gedropt om een aantal bergpassen te bezetten, waaronder de Bilafond La (5450 m) ten zuiden van de Siachengletsjer. Hiermee wilde India voorkomen dat Pakistan de gletsjer zou bezetten. Na enkele schermutselingen met het Pakistaanse leger stabiliseerde de frontlijn zich in het bergmassief Saltoro Muztagh. In 1987 veroverde India een Pakistaanse legerpost nabij de Bilafond La. En twee jaar later veroverde Pakistan bergtop 22.158 nabij de Chumikgletsjer. In 1999 kwam het tot een treffen op de Chulunggletsjer nabij de Chulung La.
Schattingen van het aantal doden lopen uiteen van twee- tot vijfduizend. De meeste doden in dit onherbergzame gebied zonder ziekenhuizen vielen wegens weeruitersten en de natuurlijke gevaren van de oorlogvoering in de bergen.

## Wapenstilstand
In 2003 sloten India en Pakistan een wapenstilstand. Daarna kwam het niet meer tot grootschalige incidenten in de Saltoro Muztagh. Vooral voor India, dat de hoogste gebieden controleert, is het conflict erg kostbaar. Troepen en materiaal moeten worden aangevoerd met helikopters en sneeuwscooters. In 2020 kostte dit naar schatting een miljoen euro per dag. De Pakistaanse stellingen liggen over het algemeen lager en kunnen voor het grootste deel over wegen worden bevoorraad. Ook na de wapenstilstand vielen nog geregeld doden door het weer en de natuurlijke gevaren. In 2012 stierven 140 Pakistaanse militairen toen hun kamp in de Bilafondvallei werd bedolven door een aardverschuiving.